# Rhinacanthus submontanus
Rhinacanthus submontanus är en akantusväxtart som beskrevs av T.Harris och I.Darbysh.. Rhinacanthus submontanus ingår i släktet Rhinacanthus och familjen akantusväxter. Inga underarter finns listade i Catalogue of Life.